# Fair Warning
Fair Warning ist eine deutsche Hardrock-Band, die 1990 in Hannover gegründet wurde.

## Geschichte
Die Band wurde gegründet vom Zeno-Bassisten Ule W. Ritgen und dem V2-Sänger Tommy Heart. Die Gitarristen waren Helge Engelke (1961–2023) und Andy Malecek, der Schlagzeuger CC Behrens. 1991 brachten sie ihr erstes Album namens Fair Warning auf WEA Records heraus. In Japan wurde sie in der Folge von den Lesern des Magazins BURRN! zum Newcomer des Jahres gewählt. Nach Touren durch Europa mit Giant traten sie auch in Japan auf, wodurch das 1993 veröffentlichte Live-Album Live in Japan entstand. 1995 kam das selbstproduzierte Album Rainmaker heraus, von dem laut Ritgen in Japan "um 140.000 oder 150.000" Stück verkauft wurden und das in den Niederlanden vom Magazin Aardschok zum Album des Jahres gewählt wurde. Es folgten die Live-Alben Live at Home (1995), das letzte Album, bevor sie zu Gun Records wechselten, und Live and More (1998) sowie die zwei Studioalben Go! (1997), das sich in Japan in drei Tagen 100.000-mal verkaufte, und Four (2000), bevor sich die Band auflöste.
Im Jahr 2005 fanden sich die Bandmitglieder ohne Andy Malecek zur Aufnahme eines fünften Studioalbums namens Brother's Keeper zusammen, das 2006 auf Frontiers erschien. 2009 kam dann Aura auf Metal Heaven heraus.

## Diskografie

### Studioalben
- 1992: Fair Warning ( WEA;  (1991) WEA Japan;  (2006) Frontiers Records)
- 1995: Rainmaker ( WEA;  (1997) WEA Japan (mit gleichen Songs aber deutlich variierender Tracklist);  (2006) Frontiers Records)
- 1997: Go! ( GUN;  Zero Corp./Big Beat Management / (2000) Avalon;  (1999) Frontiers Records)
- 2000: 4 ( Frontiers Records;  Avalon;  Hellion)
- 2006: Brother's Keeper ( Big Beat;  (+ DVD) Marquee / Avalon (mit gleichen Songs aber deutlich variierender Tracklist);  Frontiers Records)
- 2009: Aura ( Metal Heaven;  (2-CD) Marquee / Avalon;  Irond)
- 2013: Sundancer ( Steamhammer)
- 2016: Pimp Your Past ( Steamhammer;  King Record)

### Livealben
- 1993: Live in Japan (nur )
- 1998: Live and More (CD2, enthält Studioaufnahmen;  Zero Corp. / (2000) Avalon / Marquee;  Frontiers Records)
- 2010: Talking Ain’t Enough – Fair Warning Live in Tokyo (3-CD; auch mit 2-DVD;  Steamhammer)
- 2019: Two Nights to Remember (2019)

### Kompilationen
- 1997: Early Warnings 92–95 (nur in Japan veröffentlicht)
- 2001: A Decade of Fair Warning – Complete Best (nur in Japan veröffentlicht)
- 2012: Best and More
- 2016: Pimp Your Past (enthält ausschließlich Neuaufnahmen von ausgewählten Songs der Alben Fair Warning, Rainmaker und Go!)

### EPs
- 1993: In the Ghetto (nur in Japan veröffentlicht)
- 1995: Live at Home (nur in Japan veröffentlicht)
- 1996: Angels of Heaven (nur in Japan veröffentlicht)
- 1997: Save Me (nur in Japan veröffentlicht)
- 2002: Still I Believe (nur in Japan veröffentlicht)
- 2006: Don’t Keep Me Waiting (nur in Japan veröffentlicht)

### Singles
- 1992: Long Gone
- 1992: In the Ghetto
- 1992: When Love Fails
- 1993: Take Me up (Lisa's Song)
- 1995: Burning Heart (nur in Japan veröffentlicht)
- 1995: The Heart of Summer
- 1995: Rain Song
- 2001: Heart on the Run (nur in Japan veröffentlicht)

### Promo-EPs
- 1992: Fair Warning
- 1995: Rainmaker

### Promo-Singles
- 1997: Follow My Heart